# Charles Berdellé
Charles Berdellé est un auteur alsacien né le 2 janvier 1834 à Haguenau - mort le 12 janvier 1917, à Rioz.
Il travailla dans le service des Eaux et Forêts jusqu'en 1867, avant de  s'occuper du moulin de sa famille et de ses terres. De 1871 à 1917, il se retira dans la Haute-Saône. 
Charles Berdellé est connu pour ses pièces d'inspiration paysanne, pourtant peu réalistes.
Im Hirtejerri sin verborjener Schatz parle beaucoup de mariage et d'argent, dans une petite fable morale que l'on pourrait résumer en deux mots : l'argent ne fait pas le bonheur, mais si on en a en plus, tant mieux !

## Œuvres
Quoiqu'auteur de pièces explicitement écrites en Niederelsässer, ou en parlé du Kochersberg, Charles Berdellé, est aussi un traducteur en français depuis l'allemand littéraire du Guillaume Tell de Schiller, et des écrits dialectiques de Mangold, Johann-Georg-Daniel Arnold, Ehrenfried Stoeber, Hartmann, Charles Bernhard et Kettner. Il a également contribué à de nombreux articles dans des revues alsatiques.
- Der départ von Strossburg von de congédiés temporaires, Mulhouse 1859.
- Im Hirtejerri sin verborjener Schatz, Mulhouse 1865.
- Elsässische Lieder un Gedichter in Stadt und Landsprach, Haguenau 1865.
- Hârzgebbobelt Resel, Haguenau 1868.
- Im Vetter Richhard sin Kunst odder der Wej zuem Vermöje, Strassburg 1870.